# Белий Ізвор
Бе́лий Ізво́р (болг. Бели извор) — село у Врачанській області Болгарії. Входить до складу общини Враца.

## Населення
За даними перепису населення 2011 року у селі проживали 698 осіб.
Національний склад населення села:
| Національність   | Кількість осіб | Відсоток |
| ---------------- | -------------- | -------- |
| болгари          | 358            | 82,9%    |
| цигани           | 70             | 16,2%    |
| не визначились   | 3              | 0,7%     |
| Всього відповіли | 432            |          |

Розподіл населення за віком у 2011 році:
Динаміка населення: